# Nevşehir
Nevşehir, nekdaj Neapolis in Muşkara, je mesto in središče pprovince Nevşehir v regiji osrednja Anatolija v Turčiji. Po popisu prebivalstva leta 2010 je okrožje imelo 117.890, od tega jih je 85.634 živelo v mestu Nevşehir.  Območje je 535 km² in mesto leži na nadmorski višini 1224 m.

## Zgodovina
Naselje je bilo ustanovljeno na pobočjih gore Kahveci v dolini Kızılırmak (starodavni Halys), ki so jo zasedali Hetiti. Mesto skupaj z regijo je bilo pod vladavino Asirskega cesarstva okoli 8. stoletja pred našim štetjem; kasneje so mu vladali Medijci in nato Perzijci pod vladavino Kira Velikega leta 546 pr. n. št. Leta 333 pr. n. št. je Aleksander Veliki premagal Perzijce. Po njegovi smrti je Kapadokija prišla pod oblast satrapov dinastije Arijaratov s prestolnico Mazaka (današnji Kayseri). Kapadokijsko kraljestvo je postalo del province rimskega imperija pod vladavino cesarja Tiberija. Bilo je mesto škofije Nyssa, kasneje je to morda Harmandalı, Ortaköy.
Podzemna zatočišča okrog Nevşehirja in Göremeja so bila prvotno zgrajena zato, da bi se izognili preganjanju s strani rimskih oblasti. Mnoge cerkve, izdolbene v kamninah, so iz teh zgodnjih let krščanstva. Tudi ko je pod Teodozijem I. krščanstvo postalo uradna religija cesarstva, so jame nudile zaščito lokalnim ljudem pred napadi sasanidskih Perzijcev okoli leta 604 in islamskega kalifata okoli leta 647. In ko je ikonoklazem postal državna politika v Bizantinskem cesarstvu, so se Nevşehirjeve jame spet služile tistim, ki so ubežali preganjanju.
Grad na hribu izvira iz bizantinskega obdobja, ko je bila regija na prvem mestu v (svetih) vojnah proti islamskemu kalifatu.
V bitki pri Manzikertu (današnji Malazgirt) leta 1071 je bizantinskega cesarja Romana IV. premagal seldžuški sultan Alp Arslan. Seldžuki so do leta 1074 okupirali Anatolijo, pri čemer je Nevşehir skupaj s preostalim delom regije postal del seldžuškega sultanata Rum, nato pod vladavino dinastije Karamanidov leta 1328 in nazadnje pod vladavino Osmanskega cesarstva okoli leta 1487 in preimenovan v "Muşkara". Ostal je relativno majhno naselje do začetka 18. stoletja.
Današnje mesto dolguje temelje velikemu vezirju in zetu sultana Ahmeda III., Nevşehirli Damat İbrahim paša, ki se je rodil v Muşkari, zato se je zanimal za njegovo gradnjo kot mesta. Mala vas s samo 18 hišami, prej pod administracijo kazk Ürgüpa, se je hitro spremenila z gradnjo mošej (Kurṣunlu mošeja), fontan, šol, kuhinj, gostiln in kopališč, njegovo ime pa se je spremenilo iz Muşkara v "Nevşehir" (kar pomeni Novo mesto v perzijski in osmanski turščini).

## Nevşehir danes
Mesto je 290 km oddaljeno od glavnega mesta Ankara in je v zgodovinski regiji Kapadokija.
Tradicionalni glavni viri dohodka mesta so tkanje preprog in vinogradništvo ter turizem zaradi bližine podzemnih zavetišč, pravljičnih dimnikov, samostanov, karavanserajev in znamenitih cerkev Göreme.